# Семейный круг
«Семейный круг» — периодическое печатное издание, выходившее в Российской империи в XIX веке. Журнал был посвящен литературе, искусствам, наукам, технологии, промышленности, домоводству, охоте, модам и прочим востребованным у читателей темам. 
Журнал «Семейный круг» издавался на русском языке в столице Российской империи городе Санкт-Петербурге, с октября 1858 года ежемесячно, в 1860 году — еженедельно. 
Редактором издания был российский журналист и писатель и музыкант Александр Михайлович Станюкович (1824—1892). 
С 1861 года его заменил «Петербургский вестник» выходивший с 1861 по 1862 год под редакцией профессора Логгина Федоровича Камбека.